# Glanzsittich

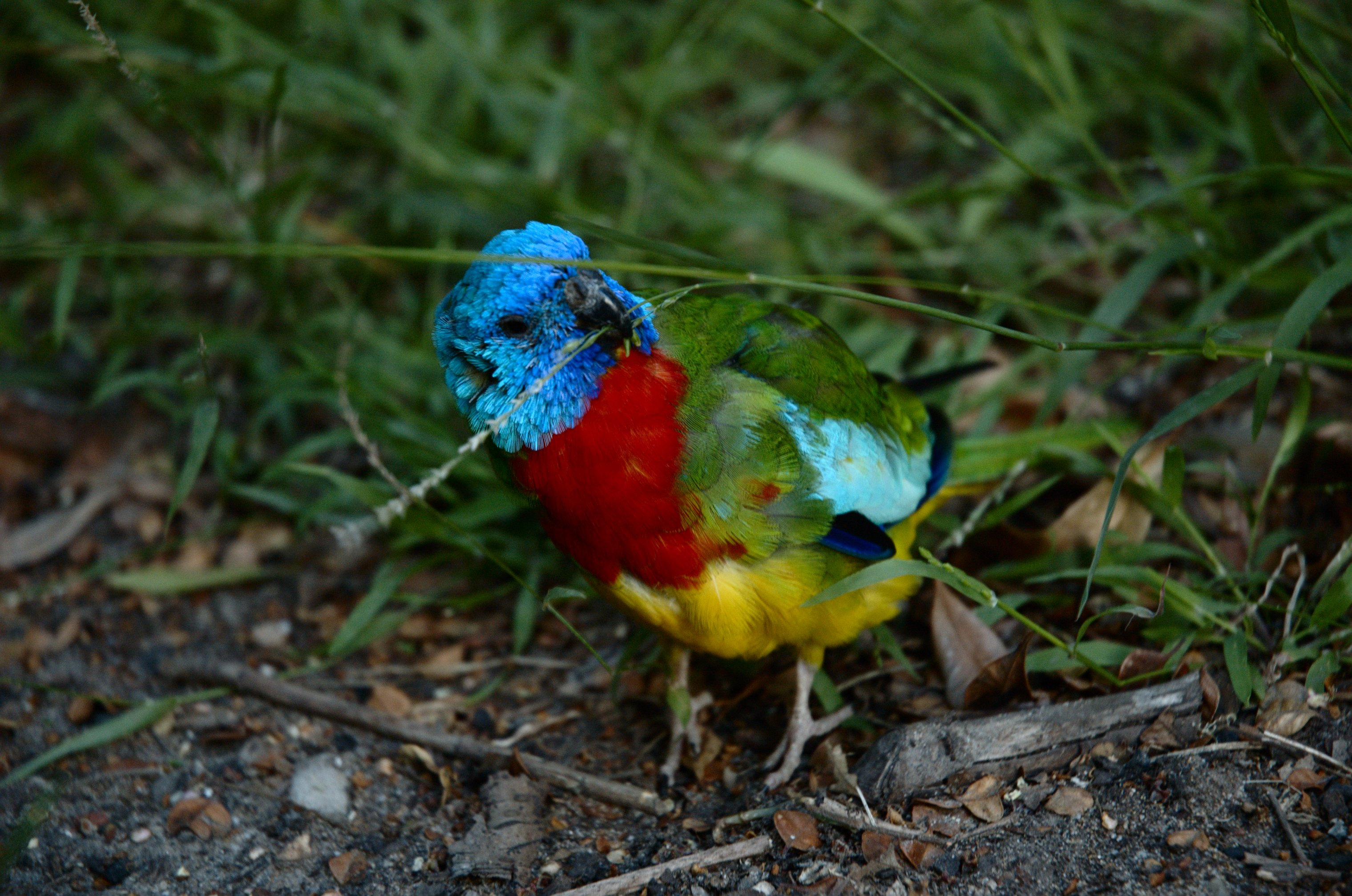
Glanzsittich beim Fressen

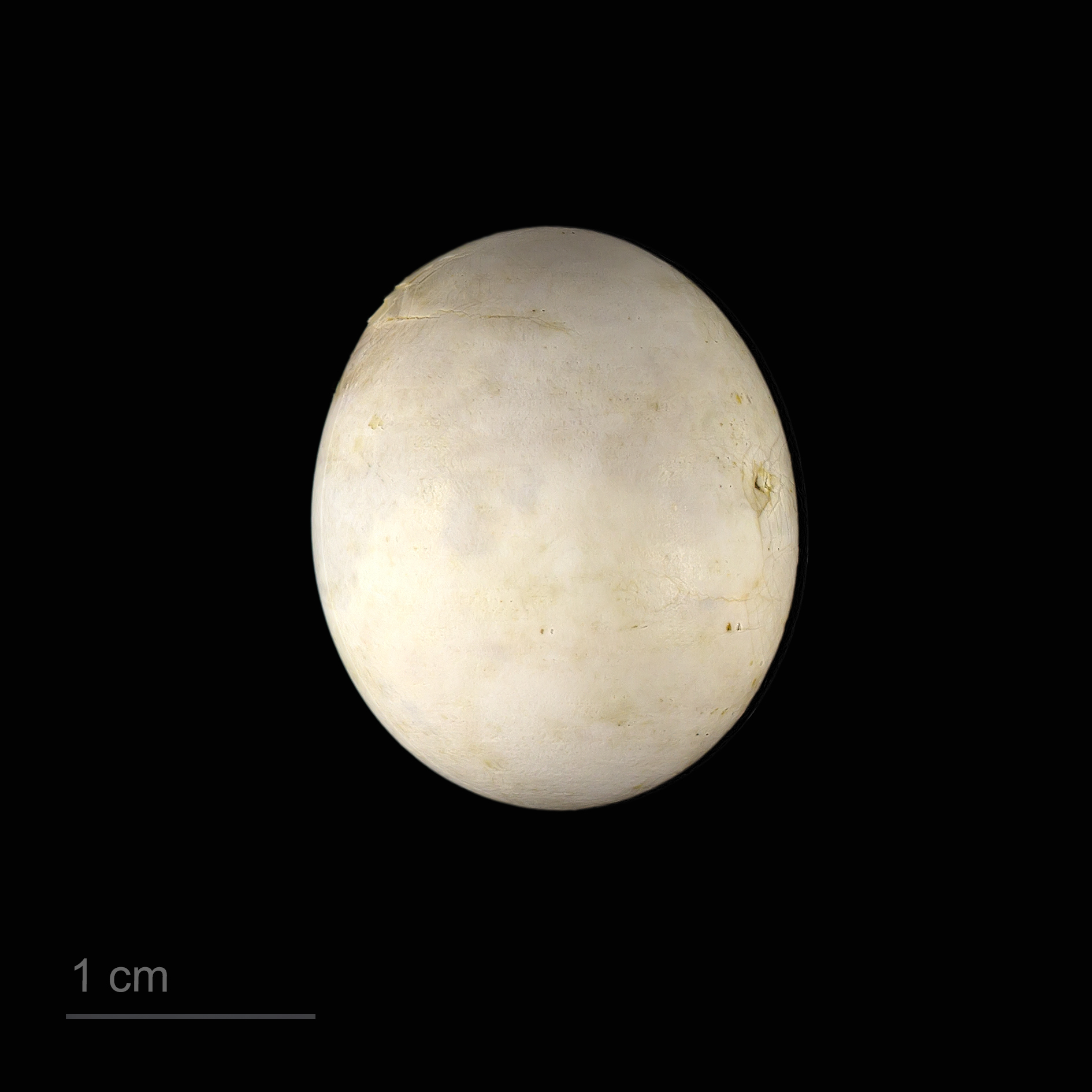
Neophema splendida

Der Glanzsittich (Neophema splendida) ist ein australischer Papagei aus der  Familie der Altweltpapageien. Von allen Grassittichen hat der Glanzsittich das am weitesten ins australische Binnenland reichende Verbreitungsgebiet.

## Äußere Merkmale
Glanzsittiche werden etwa 20 cm lang und etwa 35 bis 45 g schwer, wobei die Weibchen deutlich leichter als die Männchen sind.
Beim Männchen in Wildfärbung sind die Oberseite, der Scheitel und die Schwanzfedern grün, der Vorderkopf und die oberen Flügeldecken leuchtend blau, Kehle und Oberbrust scharlachrot sowie Bauch und Schwanzunterseite leuchtend gelb. Der Schnabel ist schwärzlich, die Wachshaut braunschwärzlich, der Augenring grau, die Iris braun und die Beine dunkelgrau.
Das Weibchen ist ähnlich dem Männchen gefärbt. Jedoch wirkt die Färbung insgesamt etwas blasser. Zudem verfügen sie über eine gelbe Brust und weißlichen Unterflügelstreif.

## Verbreitung
Glanzsittiche leben in den trockenen, wüstenartigen Gebieten im südlich gelegenen Inland Australiens, wo sie strauchige Akazien- und Eukalyptusbestände bewohnen. Sie sind in ihrer Verbreitung eng an aride Mallees gebunden. Sie bevorzugen dabei die Regionen, die nur einen spärlichen Bodenbewuchs aufweisen. Sie zeigen eine Vorliebe für kürzlich verbrannte Gebiete auf.
Glanzsittiche sind in freier Wildbahn recht selten und wurden sogar schon für ausgestorben erklärt, jedoch im Jahre 1931 wiederentdeckt.

## Haltung in menschlicher Obhut
Wegen ihrer Farbenpracht werden Glanzsittiche heute zu hunderttausenden in menschlicher Obhut gepflegt. Die meisten der gehaltenen Glanzsittiche stammen von ein paar hundert Individuen ab, die vor 1939 in Australien gefangen wurden. Der auf australische Papageien spezialisierte Ornithologe Joseph M. Forshaw bezeichnet die hohe Zahl heute in menschlicher Obhut gepflegter Glanzsittiche als einen eindrucksvollen Beleg für die hohe Reproduktionsrate, die diese Tiere unter geeigneten Bedingungen haben. Als Bewohner arider Lebensräume schreiten sie zur Brut, sobald ihnen geeignete Bedingungen geboten werden. Sie brüten daher häufig zwei- oder dreimal pro Jahr.
Es existieren mittlerweile viele Mutationsfarben beim Glanzsittich. Die Farbskala variiert dabei von dunkelfarbig bis zu zimtfarbig (die grünen Gefiederfarben haben dabei einen braunen Anflug). Auch sind Lutinos oder Albinos zu beobachten.

## Belege